# UOP LLC
UOP LLC, anteriormente conhecida como Universal Oil Products, é uma empresa multi-nacional de desenvolvimento e fornecimento de tecnologia para o refino de petróleo, processamento de gás (natural e GLP, produção petroquímica e principalmente indústrias de importância no setor químico.